# 拉布安巴佐
拉布安巴佐，又译历完峇约、拉布漢巴焦，是位於印度尼西亞南部小巽他群島弗洛勒斯島西端的一個漁業城市和旅遊中心，也是西芒加萊縣的首府。科莫多機場距離拉布安巴佐市中心約2公里。當地舊譯納望峇惹。另外也有異拼Labuhan Bajo。
印尼政府計劃將拉布安巴佐打造成高檔旅遊勝地，並準備在當地承辦二十國集團峰會和東盟峰會 。